# 버로티 아르파드
버로티 아르파드(헝가리어: Baróti Árpád, 1991년 10월 23일 ~ )는 헝가리의 배구 선수이다. 안산 OK저축은행 러시앤캐시의 초대 외국인 멤버이며 2016-17 V-리그 시즌에서 트라이아웃으로 수원 한국전력 빅스톰에 입단했다. 2017-18 V-리그 시즌을 앞두고 한국전력에서 재계약을 포기하였지만 다시 한번 트라이아웃을 신청하였고, 천안 현대캐피탈 스카이워커스의 지명을 받아 입단하게 된다.